# Wilhelm Tawe
Karl Wilhelm Tawe, född 30 januari 1917 i Övertorneå, död 1995, var en svensk präst och författare. Han var från 1959 kyrkoherde i Pajala församling.
Tawe blev teologie kandidat vid Uppsala universitet 1942, komminister i Jukkasjärvi församling 1951 och kyrkoherde i Pajala 1959. Tawe var bland annat med om att bilda Lions Club i Pajala, till vilken Lions Club i Haparanda stod som fadder. Tawe förslogs som klubbens president och var med vid dess första sammanträde den 22 maj 1969. 
På 1950-talet förrättade Tawe rånmördaren Jon Nilsson Nirpis, "Nirpin Jouni" kallad, begravning på kyrkogården i Poikkijärvi i Jukkasjärvi distrikt. Nirpi hade avrättats för rånmord 1841 och ursprungligen begravts på en udde i sjön Poikkijärvi. Nirpi var den siste som avrättades i Jukkasjärvi socken.